# Afroceto capensis
Espèce
Afroceto capensis est une espèce d'araignées aranéomorphes de la famille des Trachelidae.

## Distribution
Cette espèce est endémique du Cap-Occidental en Afrique du Sud,.

## Description
Les femelles mesurent de 5,80 à 6,50 mm et le mâle 4,80 mm.

## Étymologie
Son nom d'espèce, composé de   et du suffixe latin -ensis, « qui vit dans, qui habite », lui a été donné en référence au lieu de sa découverte, le Cap-Occidental.

## Publication originale
- Lyle & Haddad, 2010 : A revision of the tracheline sac spider genus Cetonana Strand, 1929 in the Afrotropical region, with descriptions of two new genera (Araneae: Corinnidae). African Invertebrates, vol. 51, no 2, p. 321-384 (texte intégral).